# Chouette tachetée
Strix occidentalis
Espèce
Statut de conservation UICN

 NT  : Quasi menacé
Statut CITES
Répartition géographique
La Chouette tachetée (Strix occidentalis) est une espèce de chouette.

## Description
Cette chouette a une longueur de 43 cm, une envergure de 114 cm, et un poids d'environ 600 g. Ses œufs font un peu plus de 50 millimètres de long, sont de couleur blanche, lisses et avec une texture légèrement granuleuse. La femelle est assise sur les œufs et soigne les jeunes, tandis que le mâle leur fournit de la nourriture.

## Répartition
La Chouette tachetée est endémique de l'ouest de l'Amérique du Nord.

## Mode de vie

### Habitat
La Chouette tachetée réside dans les forêts de conifères bien ombragées et sombres, où elle niche dans des trous d'arbres, de vieux nids de rapaces, ou des crevasses. On la retrouve du niveau de la mer à 2 700 mètres d'altitude. Elles vivent généralement proche d'un point d'eau. Elle évite les endroits trop chauds.

### Alimentation
C'est une chouette strictement nocturne, elle part donc chasser au crépuscule puis revient à l'aube. Elle se nourrit principalement de petits mammifères et d'oiseaux jusqu'à la taille d'un pigeon, mais également de lézards, de grenouilles et d'insectes. La Chouette tachetée est relativement opportuniste et se nourrit des proies qui lui sont disponibles.

### Reproduction et nidification
La Chouette tachetée se reproduit de mars à mai. Le nid peut se trouver entre 12 et 60 mètres de hauteur. La femelle pond généralement deux œufs (bien qu'il soit possible qu'elle en ponde jusqu'à quatre). La couvaison dure de 28 à 32 jours, et les oisillons nécessitent une couvaison supplémentaire de 8 à 10 jours après éclosion. Après 2 à 3 semaines, la femelle part du nid la nuit pour aider le mâle à chercher de la nourriture. Les petits ont leur plumage complet au bout de 35 jours, et s'envolent une semaine plus tard.

## Systématique
D'après la classification de référence du Congrès ornithologique international (version 14.1, 2024), la Chouette tachetée possède 4 sous-espèces (ordre phylogénique) :
- Strix occidentalis caurina (Merriam, 1898) : du sud de la Colombie-Britannique au nord de la Californie ;
- Strix occidentalis occidentalis (Xántus, J, 1860) : du sud de la Californie au nord de la Baja California ;
- Strix occidentalis lucida (Nelson, 1903) : du sud-ouest des États-Unis au centre du Mexique ;
- Strix occidentalis juanphillipsae Dickerman, 1997 : centre du Mexique.

La Chouette tachetée n'est pas semblable en apparence à la Chouette rayée, et a des marques en forme de croix sur la partie inférieure alors que la chouette rayée est tachée horizontalement sur la poitrine et a des taches verticales sur le ventre. Les chouettes rayées sont plus grosses et plus grises que les chouettes tachetées. Ces dernières années, les sous-espèces de la Chouette tachetée de Californie et du Nord ont été remplacées par la chouette rayée, plus agressive, avec un régime alimentaire plus large et habitant des lieux plus variés. Bien que les deux espèces ont pu hybrider dans des zones où le remplacement s'est produit, elles sont génétiquement très distinctes. Par exemple, certaines séquences de gènes différent de 13,9 %.

## Menaces et protection
La Chouette tachetée est particulièrement menacée par la destruction de son habitat naturel, les denses forêts de conifères. De plus, le déboisement de sa zone de vie a permis l'extention de l'aire de la Chouette rayée vers l'ouest, les aires des deux espèces se chevauchant donc désormais, des croisements entre ces espèces ont été observés, fragilisant le code génétique des deux espèces.
Les populations du Nord et du Sud des chouettes tachetées sont inscrites comme étant menacées aux États-Unis en vertu de l'Endangered Species Act, qui est administré par le département américain des Poissons et de la Vie sauvage (USFWS).
La Chouette tachetée du Nord est en déclin rapide, avec environ 7 % de perte annuelle de la population le long de la limite septentrionale de son aire de répartition (nord de l'État de Washington et sud-ouest de la Colombie-Britannique). Moins de 30 couples reproducteurs demeurent en Colombie-Britannique, et l'espèce devrait être disparue au Canada dans les prochaines années.
La chouette tachetée de Californie n'est pas considérée comme menacée ou en danger par le USFWS. Cependant, elle est considérée comme une espèce de préoccupation particulière pour l'État de Californie et le service des forêts du département de l'agriculture aux États-Unis (USFS).
Toutes les sous-espèces de la chouette tachetée font souvent l'objet de désaccords entre les protecteurs de l'environnement, les bûcherons, les éleveurs bovins et d'autres organisations dont les activités peuvent avoir une incidence sur le couvert forestier. En février 2008, un juge fédéral a renforcé la décision du département américain des Poissons et de la Vie sauvage de désigner 34 800 km2 dans l'Arizona, l'Utah, le Colorado et le Nouveau-Mexique comme un habitat crucial pour la chouette. La décision avait été contestée par la Arizona Cattle Growers' Association, mais le juge Susan Bolton a confirmé la décision.

## Annexe

### Galerie

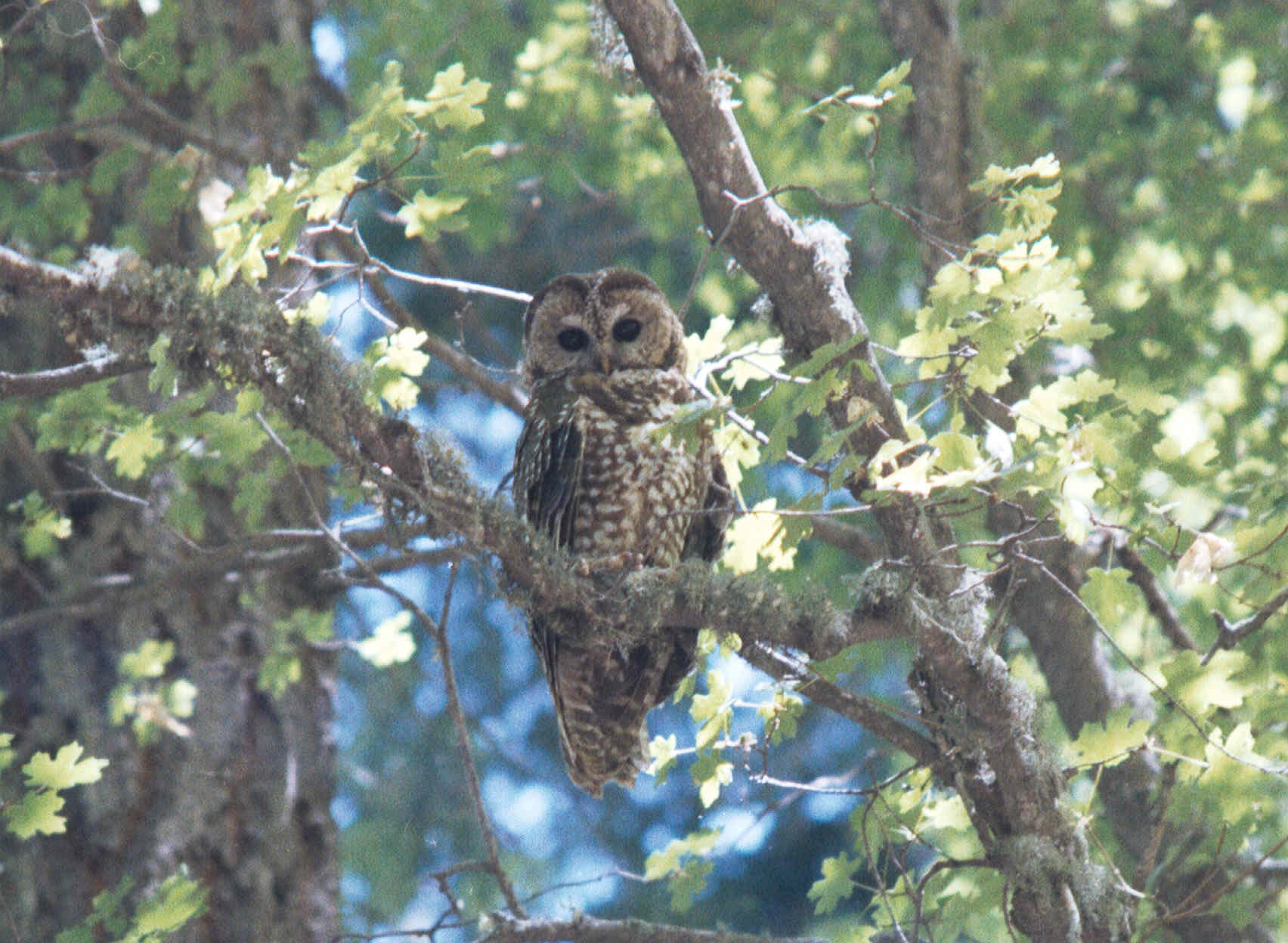
Chouette tachetée du Mexique
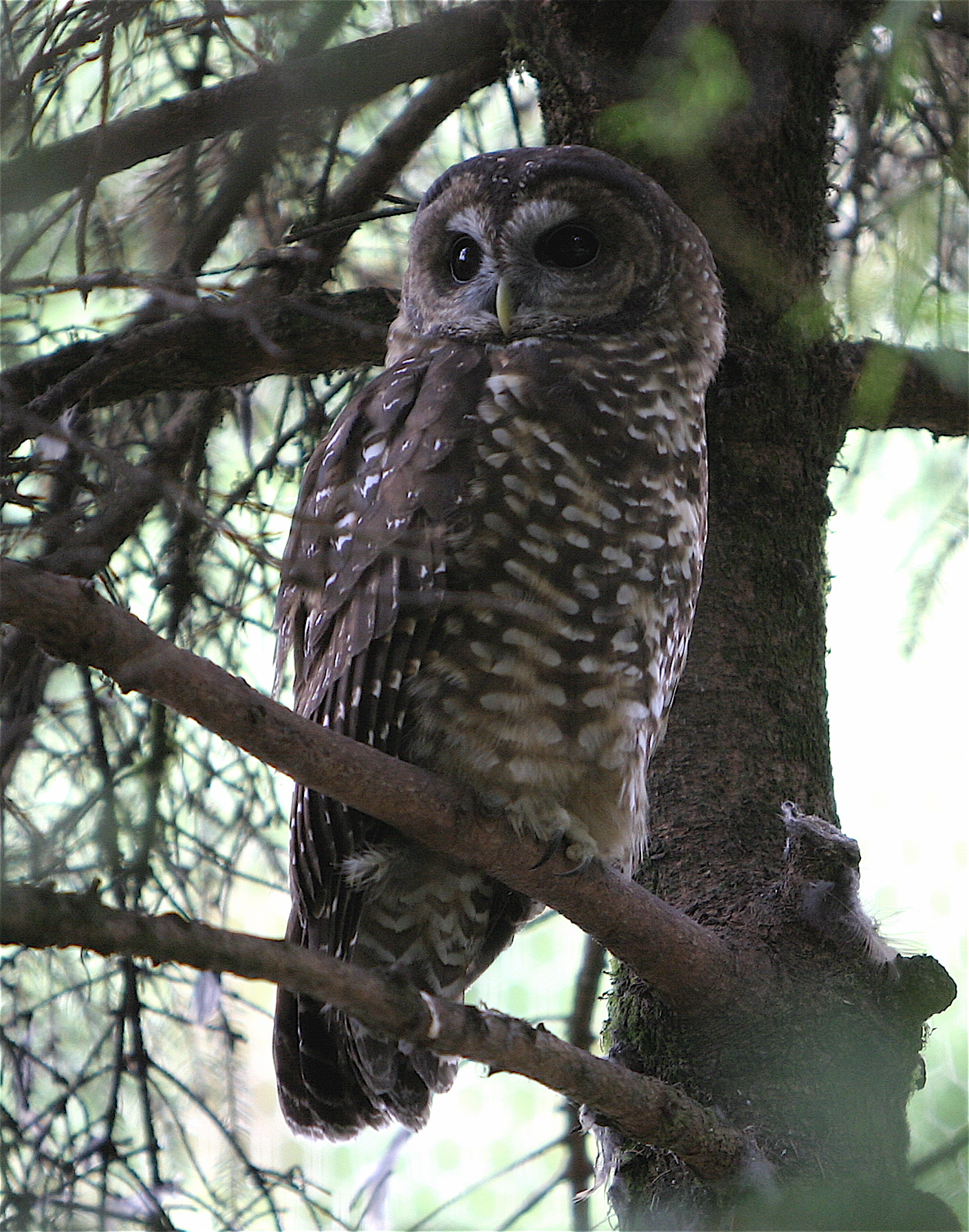
Chouette tachetée du Nord